# Prokainamid
Prokainamid – organiczny związek chemiczny, lek przeciwarytmiczny, należący do grupy Ia według klasyfikacji Vaughan Williamsa.

## Mechanizm działania
Prokainamid blokuje kanały sodowe oraz przedłuża czas trwania potencjału czynnościowego.

## Wskazania
Lek jest stosowany w komorowych i nadkomorowych zaburzeniach rytmu serca, podawany doustnie, bądź dożylnie.

## Działania niepożądane
Najpoważniejszym działaniem niepożądanym, będącym efektem stosowania prokainamidu może być toczeń rumieniowaty indukowany lekami. Do innych działań niepożądanych należą bóle mięśniowe, wysypka skórna, gorączka i agranulocytoza. Prokainamid może również przyczynić się do wystąpienia nowych arytmii (np. częstoskurczu komorowego polimorficznego – torsades de pointes).

Przeczytaj ostrzeżenie dotyczące informacji medycznych i pokrewnych zamieszczonych w Wikipedii.